# Taraxacum lissocarpum
Taraxacum lissocarpum — вид квіткових рослин з родини айстрових (Asteraceae). Вид зростає в Європі: Швеція, Фінляндія, Естонія, Латвія, Литва; це багаторічна рослина.

## Морфологічна характеристика
Висота рослини: 0,15–0,25 м. Листя просте, у наземній розетці; на ніжці. Час цвітіння: травень. Колір квітки: жовтий. Плід: сім'янка.